# Jean de Cossie
 (juin 2025).
Jean de Cossie, ou Jean d'Haïfa, mort vers 1250, est un chevalier croisé franc, probablement d'origine occitane, qui fut dans les États latins d'Orient chambellan du royaume de Jérusalem ainsi que seigneur de Cossie.
Il est le troisième fils de Renaud d'Haïfa, chambellan du royaume de Jérusalem, et de son épouse Élisabeth Brisebarre.
Comme son père avant lui, il occupe la fonction de chambellan du royaume de Jérusalem d'environ 1232 à 1252. Il obtient également le fief hériditaire de Cossie, probablement dans le royaume de Chypre, dont il prend le nom.
Il se marie avec Isabelle de Mallenbec, fille de Daniel de Mallenbec et de son épouse Chandelor de Flory, avec qui il a un fils :
- Philippe de Cossie, qui succède à son père.

La date de sa mort est inconnue mais survient vers 1250.